# Salvador Pineda
Salvador Pineda Popoca (Huetamo, 1952. június 16. –) mexikói színész.

## Telenovellák
- Esmeralda, 1997. – Dr.Lucio Malaver
- A vipera (La Mentira), 1998. – Dr. Francisco Moguel
- A liliomlány (Inocente de ti), 2004. – Rubén González
- Vad szív (Corazón Salvaje), 2009-2010. – Arcadio
- A szerelem diadala (Triunfo del amor), 2010. – Rodolfo Padilla
- Fiorella  (Muchaca italiana viene a casarse), 2014. - Dante Dávalos

## Filmjei
| - 2014: Muchacha Italiana viene a casarse - Dante Dávalos - 2012: Que bonito amor - Concepcion 'Concho' Hernández - 2010: Triunfo del Amor – Rolodfo Padilla - 2009: Corazon Salvaje – Arcadio - 2009: Mujeres asesinas – Mario Domínguez - 2009: Un brillante propósito – Comandante Malpica - 2008: El juramento – Salvador atya - 2007: Sangre de gallo – Salvador - 2006: La mataviejitas - 2005: La migra – Senor Paco - 2004: Inocente de ti – Rubén - 2003: Te amaré en silencio – Emilio - 2003: Muerte lenta - 2002: El país de las mujeres – Aquiles - 2002: La banda de los tanditos - 2002: Las muertas de Juarez - 2001: El error del comandante - 2000: Golpe bajo – Andrés Carranza - 2000: Cuando hierve la sangre - 2000: Tres reos - 1999: El jardinero – Mario Argumedo - 1999: La captura del capo - 1999: La venganza del cuatrero - 1999: Las novias del traficante - 1999: Besos prohibidos – Felipe - 1999: El mensajero del miedo - 1998: La mentira – Dr. Francisco Moguel - 1998: Naked Lies – Lieutenant Gabriel Rivas - 1998: Preparados para morir - 1998: La banda de la silverado negra - 1998: Fin de semana tragico - 1998: La marca del Alacran (El Hombre de Medellín IV) - 1998: Un pasado violento - 1998: El precio de la fama - 1997: Esmeralda – Dr. Lucio Malaver - 1997: Susana Santiago - 1997: El gato de la sierra - 1997: Tormenta de muerte - 1997: Operativo Camaleon – Camaleon | - 1997: Dos colombianos - 1997: Cruzando el Rio Bravo: Frontera asesina - 1997: Yo no necesito claves - 1997: Volver a nacer - 1995: Morelia – Federico Campos Miranda - 1994: Guadalupe – Antonio - 1994: Marielena – Esteban - 1993: Perseguido – Antonio - 1992: En la mira del odio - 1992: Perros de presa "Los fugitivos" - 1992: Mi destino es la violencia - 1991: Furia de venganza - 1991: Dos cruces en el ocaso - 1990: Error mortal - 1990: Mi pequeña Soledad – Gerardo - 1990: El magnate – Rodrigo - 1988: Mi nombre es coraje – Jerónimo - 1987: El ataque de los pájaros – Joe - 1987: Como la hiedra – Lorenzo 'El Tigre' Navarro - 1986: El camino secreto – David - 1986: Chiquita pero picosa – Alberto Velasco - 1985: Bianca Vidal – José Miguel - 1985: La casa que arde de noche - 1985: Tú o nadie – Maximiliano 'Max' - 1984: Nocaut – Latino "Knock Out" - 1983: Las apariencias engañan "Deceitful Appearances" - 1981: El derecho de nacer – Alfredo - 1981: Soledad – Andrés Sánchez Fuentes - 1980: A fuego lento "México nocturno" - 1980: Colorina – Enrique - 1979: Lágrimas negras - 1979: J.J. Juez - 1978: Los triunfadores - 1978: Ladronzuela - 1978: Rosalia – Leonel - 1977: Rina (TV series) – El Nene |